# Голема чапља
Голема чапља (лат. Ardea goliath) врста је птице из породице чапљи. Живи у Подсахарској Африци, а мања популација живи у Југозападној и јужној Азији.

## Опис
Голема чапља је највећа чапља на свету. Висока је 120—152 центиметара, са распоном крила 185—230 центиметара и тешка је 4–5 килограма. У лету изгледа спора и некако неспретна и, за разлику од неких других чапљи, ноге не држи хоризонтално. Мужјак и женка су слични, сиве и кестењасте боје. Глава, ћуба, леђа и стране врата су кестењасти. Брада, грло, предвратљe и горњи део прса су бели, са црним пругама на предвратљу и прсима. Доњи део прса и стомак су окер са црним пругама. Очи су жуте, а ноге и стопала црни. Младунци изгледају слично као и одрасли, али су блеђи.
Важна станишта велике чапље су језера, мочваре, шуме мангрова и делте река.
Храни се рибама, жабама, малим сисарима и инсектима. Лови тако што стоји у плићаку или на плутајућој вегетацији и осматра воду. Када се плен појави, она га више пута набада отвореним кљуном.
Сезона парења је од новембра до марта. Гради велика гнезда од гранчица на дрвећу изнад воде, на тлу и на ниском грмљу. Женка снесе два до три светлоплава јаја која и она и мужјак инкубирају око четири недеље.